# Denis Markaj
Denis Markaj (geboren am 20. Februar 1991 in Gjakova, SFR Jugoslawien) ist ein kosovarisch-schweizerischer Fussballspieler. Markaj spielt zurzeit für den FC Rapperswil-Jona in der dritthöchsten Schweizer Liga und konnte 2015 ein Spiel für die kosovarische Nationalmannschaft absolvieren.

## Karriere
Markaj begann seine Karriere 2006 beim FC Baden in der damals drittklassigen 1. Liga, für den er von 2007 bis 2011 111 Spiele absolvierte. In der Winterpause wechselte er zunächst leihweise für eine halbe Saison zum FC Chiasso in die Challenge League. Danach spielte er für eine halbe Saison beim AC Bellinzona und wechselte von dort in der Winterpause 2012/13 nochmals leihweise für eine halbe Saison zum FC Lugano. Nachdem er nach Leihende bis Ende September nochmals für den nun abgestiegenen AC Bellinzona gespielt hatte, wechselte er danach zurück nach Lugano. Dort spielte er bis zur Winterpause 2015/16 und stieg im Sommer 2015 zusammen mit dem FC Lugano in die Super League auf.
Nach dem einmaligen halbjährigen Ausflug in der höchsten Schweizer Liga kehrte er im Frühjahr als Spieler der FC Le Mont-sur-Lausanne in die zweithöchste Schweizer Liga zurück. Nach dem Lausanner Vorortsverein folgte eine Saison beim FC Aarau, bevor er im Sommer 2017 zum FC Winterthur wechselte, wo er bis Sommer 2019 spielte. Seit der Saison 2019/20 spielt er beim FC Rapperswil-Jona.